# Phyllactis digitata
Phyllactis digitata är en havsanemonart som först beskrevs av McMurrich 1893.  Phyllactis digitata ingår i släktet Phyllactis och familjen Actiniidae. Inga underarter finns listade i Catalogue of Life.